# 飯坂友佳子
飯坂 友佳子（いいさか ゆかこ、2月16日 - ）は、日本の漫画家。血液型はA型。北海道出身。

## 来歴
1986年に「ラブチャンスは10円玉」（小学館発行『コロネット』2月号 掲載）でデビュー。その後は主に小学館の少女漫画雑誌である『少女コミック』で活動し、『キューティーハニーF』以後は、『ちゃお』とその派生誌である『ChuChu』にて活躍した。
『ChuChu』休刊に伴い『プチコミック』への移籍が発表されたが、現在に至るまで『プチコミック』上での作品発表は行われていない。漫画家活動終了後の一時期は消息不明とされ、永井豪の『激マン!キューティーハニー編』で『キューティーハニーF』が紹介された際に、ダイナミックプロが同作の海外出版がストップして困っているとして「飯坂友佳子様ご連絡下さい!」との告知が作品内でされた。
その後、2023年のイベント『50周年記念キューティーハニーFES』にコメントを寄せ、消息が確認された。

## 作品

### 漫画
- 幽霊奇譚'89
- 飯坂友佳子傑作集

1. ウエディングケーキをぶち壊せ!
2. 眠れない! ミッドナイト
3. あいつが魔法使い!
4. バンパイアばんぱいあ
5. 今夜は月光少年（ムーンライトキッド）
6. たすけて!バンパイア
7. ヴァンプに薔薇薔薇

- 初恋戦線異状あり
- も一度初恋!

- 恋のトラブル三角!四角!
- 学園快盗トライアングル
- バトルガール藍
- ジュエル★クエスト
- WAKABA 花ふぶき
- 友佳子のドリーム・シアター

1. うわさのRISKY BOY
2. ジョリーロジャー☆ファンタジー

- ドリーム・ウォーカーRIONA
- キューティーハニーF（原著者：永井豪）
- 月光のディアナ
- ルナ・ルナティック
- 無敵のWING!
  - 奇跡のWING!
- 聖（セイント）ポリス☆SEIKA
- 抱きしめて!ノアール
- 素足にKISSして!
- ウソでいかせて ヒミツでだまして

#### コミックス未収録
- ドールは夢を見る （掲載：『ChuChu』2008年11月号 ）
- メビウス堂へようこそ （掲載：『ChuChu』2007年3月号 ）
- 鍵師セラン〜闇からの呼び声〜 （掲載：『ChuChu』2009年2月号 ）

### 小説
- 初恋戦線異状あり! （1991/8 学研レモン文庫/ISBN 4051058085）
- も一度初恋! （1991/12 パレット文庫/ISBN 4094202218）
- 恋のトラブル三角!四角! （1992/7 学研レモン文庫/ISBN 4094202218）
- 怪盗Jを探せ!（前編） （1993/3 パレット文庫/ISBN 4094202226）
  - 怪盗Jを探せ!（後編） （1993/4 パレット文庫/ISBN 4094202234）
  - 続 怪盗Jを探せ! （1994/4 パレット文庫/ISBN 4094202242）
  - 続2 怪盗Jを探せ! （1996/3 パレット文庫/ISBN 4094202250）
  - 怪盗Jを探せ!クロニクル （2007/5 ルルル文庫/ISBN 978-4094520033）
  - 怪盗Jを探せ!クロニクル2 （2007/11 ルルル文庫/ISBN 978-4094520330）

#### 挿絵
- その時ハートは盗まれた（1990-1991 コバルト文庫/著者：島村洋子）全3巻
- お嬢さまシリーズ（1991-1995 学研レモン文庫/著者：森奈津子）全10巻 - 2008年に復刻版が出た際にはイラストレーターが交代。
- いつでもこの世は大霊界!（1991 学研レモン文庫/著者：森奈津子）
- パンドラの微笑み（1991 パレット文庫/著者：赤羽建美）
- イカロスの涙（1991 パレット文庫/著者：赤羽建美）
- おとめ座伝説（1992 パレット文庫/著者：赤羽建美）
- 『ふしぎの丘』シリーズ（1992 学研レモン文庫/著者：森奈津子）全2巻
- ハネムーン特急で真珠の恋（1993 コバルト文庫/著者：山浦弘靖）
- 『帝国猟奇探偵社』シリーズ（1999 キャンバス文庫/著者：流星香）全2巻
- 『プラパ・ゼータ』シリーズ ミゼルの使徒（2001-2002 講談社X文庫ホワイトハート/著者：流星香）全6巻
- 『輝夜彦夢幻譚』シリーズ（2002-2003 講談社X文庫ホワイトハート/著者：流星香）全3巻

### 関連CD
- 飯坂友佳子オリジナルアルバム YUKAKO・LAND （ポニーキャニオン、1993年9月17日発売） PCCG-00243